# فرودگاه صحرایی گرو
فرودگاه صحرایی گرو (به انگلیسی: Grove Field) یک فرودگاه همگانی بهره‌برداری هوایی است که یک باند فرود آسفالت دارد و طول باند آن ۸۲۶ متر است. این فرودگاه در کشور ایالات متحده آمریکا قرار دارد و در ارتفاع ۱۳۱ متری از سطح دریا واقع شده است.